# Thorigny-sur-Marne
Thorigny-sur-Marne (franskt uttal: [tɔʁiɲi syʁ maʁn]
 ( lyssna)) är en kommun i departementet Seine-et-Marne i regionen Île-de-France i norra Frankrike. Kommunen ligger i kantonen Lagny-sur-Marne som tillhör arrondissementet Torcy. År 2022 hade Thorigny-sur-Marne 10 405 invånare.

## Befolkningsutveckling
| Befolkningsutvecklingen i Thorigny-sur-Marne 1968–2021 | Befolkningsutvecklingen i Thorigny-sur-Marne 1968–2021 | Befolkningsutvecklingen i Thorigny-sur-Marne 1968–2021 | Befolkningsutvecklingen i Thorigny-sur-Marne 1968–2021 | Befolkningsutvecklingen i Thorigny-sur-Marne 1968–2021 |
| ------------------------------------------------------ | ------------------------------------------------------ | ------------------------------------------------------ | ------------------------------------------------------ | ------------------------------------------------------ |
|                                                        |                                                        |                                                        |                                                        |                                                        |
| År                                                     |                                                        |                                                        | Folkmängd                                              |                                                        |
| 1968                                                   | 1968                                                   |                                                        | 5 768                                                  |                                                        |
| 1975                                                   | 1975                                                   |                                                        | 7 059                                                  |                                                        |
| 1982                                                   | 1982                                                   |                                                        | 7 596                                                  |                                                        |
| 1990                                                   | 1990                                                   |                                                        | 8 326                                                  |                                                        |
| 1999                                                   | 1999                                                   |                                                        | 9 029                                                  |                                                        |
| 2007                                                   | 2007                                                   |                                                        | 9 386                                                  |                                                        |
| 2015                                                   | 2015                                                   |                                                        | 9 456                                                  |                                                        |
| 2021                                                   | 2021                                                   |                                                        | 10 405                                                 |                                                        |